# Kitchens of distinction
Kitchens of distinction is het negende studioalbum van de Britse muziekgroep Charlie. 
Charlie leed sinds 1986 een sluimerend bestaan. Na In pursuit of romance hield de band op te bestaan en ieder ging zijns weegs. In 2008 ging Terry Thomas zijn eigen studio in en schakelde wat oud-collega's in om wat muziek te maken. Thomas begon, vroeg Julian Colbeck voor muziek op toetsinstrumenten en Martin Smith op slidegitaar. Vervolgens riep Thomas nog wat musici op, maar die hadden verplichtingen elders. Ex-drummer Steve Gadd zat in het management van Iron Maiden en John Anderson kon ook niet. Thomas riep nog wat andere musici op, maar nam toch het merendeel zelf op. Uiteindelijk kwam Thomas tot de conclusie dat de sound wel erg op Charlie begon te lijken. Het album werd dan ook onder die naam uitgebracht. Slagwerker Steve Alexander voorzag alles binnen 48 uur van drumwerk. De muziek van het album bevindt zich op het snijvlak van behoorlijk stevige AOR en Hardrock en is in 2008 voor het grote deel opgenomen in de Livingston Studio en TT Studios in Londen.

## Musici
- zang: Terry Thomas
- gitaar; Andy Bloom; Terry Thomas
- slidegitaar op 9: Martin Smith (ex-Charlie)
- basgitaar: Charlie Barratt (ex-Fixx); Janne Jarvis (ex-Hate Gallery) ; Terry Thomas
- toetsinstrumenten : Julian Colbeck (ex John Miles, Steve Hackett, Yes) en Terry Thomas
- slagwerk : Steve Alexander (ex-Duran Duran en Jeff Beck).

## Tracklist
Allen van Thomas

| Nr. | Titel                   | Duur |
| --- | ----------------------- | ---- |
| 1.  | Get a life              |      |
| 2.  | Kitchens of distinction |      |
| 3.  | Popstar                 |      |
| 4.  | Shit TV                 |      |
| 5.  | Don’t let go            |      |
| 6.  | Alcohol                 |      |
| 7.  | Cars                    |      |
| 8.  | Blue sky bullshit       |      |
| 9.  | The art of cool         |      |
| 10. | West Coast thing        |      |
| 11. | Never be the same       |      |
| 12. | It’s not enough         |      |